# Auli Korhonen
Auli Marja Korhonen, född 28 februari 1955 i Helsingfors, är en finländsk konstnär. 
Korhonen studerade 1974–1978 vid Finlands konstakademis skola och 1980–1982 vid Kungliga Konsthögskolan i Stockholm. Hon är känd för sina ofta meditativa reliefer av vitmålat trä, ljus-ruminstallationer, performanser (ljus-rum-dans), målningar i olja och kalkfärg, skulpturer av trä och metall samt glas i kombination med sten och trä. Hon har deltagit i en rad tävlingar om offentlig utsmyckning. Hon har utfört bland annat en tegelrelief för köpcentret i Malm 1987, träreliefer i Kervo kyrka 1993, en installation i Borgå nya bibliotek, en utomhusrelief till Kervo församlingshus, en privat trädgårdsskulptur av glas och granit på Brändö i Helsingfors. Hon undervisade i freskomåleri vid Finlands konstakademis skola 1981 och 1985. Hon var 1986–1989 stiftande medlem av och ledare för konstskolan MAA.